# Louis Adamič
Alojz (Lojze) Adamič oziroma Louis Adamič (znan tudi pod amerikaniziranim priimkom Adamic), slovensko-ameriški pisatelj, prevajalec in politik, * 23. marec 1898, Praproče pri Grosupljem, Slovenija (takrat Avstro-Ogrska), † 4. september 1951, Milford, New Jersey, ZDA.
Po njem se imenujejo tudi osnovna šola v Grosuplju: OŠ Louisa Adamiča  (in njene podružnice: Kopanj, Žalna itd.), glavna ulica v Grosuplju, Adamičeva ploščad ob Adamičevi in Kolodvorski ulici ter Društvo tabornikov rod Louis Adamič.

## Življenjepis
Adamič, rojen v dvorcu Praproče, je izhajal iz kmečke družine, v kateri je bilo 13 otrok. Bil je četrti otrok po vrsti, prvi trije so umrli že v rani mladosti za otroškimi boleznimi. Oče mu je bil Anton, mati mu je bila Ana (rojena Adamič). Šolal se je v Grosuplju in obiskoval gimnazijo v Ljubljani. S 15 leti je decembra 1913 emigriral v ZDA. Kot ameriški vojak je med 1. svetovno vojno sodeloval v bojih na zahodni fronti. Po vojni je delal kot novinar in poklicni pisatelj. Do leta 1929 je živel v Kaliforniji v mestu San Pedro, kjer je bila močna hrvaška izseljenska skupnost. Do leta 1937 je živel v New Yorku. V tem času se je leta 1932 za nekaj mesecev vrnil v Slovenijo in se srečal z uglednimi slovenskimi izobraženci in politiki. Po vrnitvi v New York je delal v uredništvu slovenskega časnika Glas naroda. Leta 1937 se je iz New Yorka preselil v bližnji New Jersey in živel na kmetiji blizu mesta Milford. Bil je dejaven v ameriški politiki kot krščanski socialist in leta 1945 postal vodja Inštituta za etnična vprašanja, bil je častni predsednik Slovensko-ameriškega narodnega sveta (Slovenian American National Council) ter predsednik junija 1943 ustanovljenega Združenega odbora južnoslovanskih Američanov. Med 2. svetovno vojno je dejavno podpiral NOB in Jugoslavijo. Srečal se je z ameriškim predsednikom Rooseveltom in mu svetoval podporo NOB. Po vojni je dejavno nastopal v ameriških in evropskih medijih, ki so poročali o pobojih pripadnikov protikomunističnih sil in civilistov v mestih, kot je Kočevski Rog. Trdil je, da se poboji niso zgodili in da gre za protijugoslovansko propagando.
Od 1949 je bil dopisni član JAZU v Zagrebu. Leta 1949 se je drugič vrnil v Slovenijo in se srečal tudi s Titom. V sporu z informbirojem je ostro kritiziral Stalina in Sovjetsko zvezo. Po nekaj mesecih se je znova vrnil v ZDA, kjer je leta 1951 v ne docela pojasnjenih okoliščinah umrl na svoji domačiji v Milfordu. 4. septembra 1951 so ga našli ustreljenega, s puško v rokah. Ker je umrl po vrnitvi iz Slovenije in v času političnih spopadov med Titom in Stalinom, so ameriški mediji omenjali možnost političnega umora. V času hladne vojne in protikomunizma so razširili govorice, da so ga ubili pripadniki sovjetske tajne policije NKVD ali pa jugoslovanske UDBA, dejansko se je zelo očitno najbolj bal pobeglih domobrancev in ustašev, za katere je večkrat omenjal, da so mu grozili in se je moral zaradi teh groženj tudi skrivati.  Umora niso nikoli dokazali, zato nekateri trdijo, da je storil samomor, pa čeprav policija na puški ni našla nobenih prstnih odtisov, niti Adamič ni imel na rokah rokavic. Pokopan je na pokopališču Bloomsbury, Hunterdon County, New Jersey.

## Delo
Njegovo književno delo kaže zanimanje za obe domovini in njuna socialna in politična vprašanja. V angleščino je tudi prevajal slovenska, hrvaška in srbska književna dela, med drugim Cankarjevo delo Hlapec Jernej.
Močno se je uveljavil z delom Dinamit (Dynamite: The Story of Class Violence in Amerika, 1931), zgodovino socialnih bojev v ZDA. Za naslednjo knjigo Smeh v džungli (Laughing in the Jungle: The autobiography of an Immigrant in America, 1932), je istega leta prejel Guggenheimovo štipendijo.
Po prvem obisku Jugoslavije leta 1932 je napisal knjigo Vrnitev v rodni kraj (The Native's Return, 1934), po drugem obisku 1949 pa Orel in korenine (The Eagle and the Roots, posmrtno 1952).
Njegova dela so slovenski izseljenci odkupili od sorodnikov za 5.000 $ in jih leta 1957 podarili univerzitetni knjižnici univerze Princeton, kjer je Louis Adamič večkrat predaval. Tam so sedaj na varnem.

### Ostala dela
- Resnica o Los Angelesu (The Truth About Los Angeles, 1926) (prevod Aleš Debeljak, 2012)
- Lucas, kralj Balukov (Lucas, King of the Balucas, 1935) (COBISS)
- Vnuki: Zgodba iz ameriških usod (Grandsons: A Sory of American Lives, 1935) (COBISS)
- Zibelka življenja (Cradle of Life: The Story of One Man's Beginnings, 1936)
- Hiša v Antigui (The House in Antigua: A Restoration, 1937)
- Moja Amerika (My America: 1928–1938, 1938) (prevod Kristina Božič, 2021-1.del)
- Iz mnogih dežel (From many Lands, 1939) (prevod Mojca Dobnikar, 2018)
- Kako se pišete? (What's Your Name?, 1942)
- Narod narodov (A Nation of Nations, 1945 - 4 knjige 1940–1945)
- Večerja v Beli hiši (Dinner at the White-House, 1946)